# Ioanna Chatziioannou
Ioanna Chatziioannou (griechisch Ιωάννα Χατζηιωάννου; * 22. Oktober 1973 in der Georgischen SSR) ist eine ehemalige griechische Gewichtheberin.

## Biografie
Ioanna Chatziioannou wurde, nachdem sie bereits im Vorjahr Silber gewonnen hatte, Europameisterin 1997 im Mittelgewicht. Bei den Europameisterschaften 1999 in La Coruña konnte sie erneut Silber gewinnen. Bei den Olympischen Spielen 2000 in Sydney gewann sie im Mittelgewicht die Bronzemedaille.